# Cigánd
Cigánd è una città dell'Ungheria di 3 225 abitanti (dati 2001) . È situata nella contea di Borsod-Abaúj-Zemplén.

## Storia
La zona fu abitata fin dall'antichità da popoli slavi. La città fu menzionata per la prima volta in un documento nel 1289. Gli abitanti erano prevalentemente cacciatori e pescatori. Nel 1347 fu divisa in due comuni a causa della proprietà della zona e furono successivamente riunite in un solo comune nel 1922. Dopo la sistemazione delle rive del fiume Tibisco si creò terreno arabile usato prevalentemente per la coltivazione di patate.
Ottenne lo status di città nel 2004